# Parroquia de Saint George (Antigua y Barbuda)
Saint George es una parroquia de Antigua y Barbuda en la isla de Antigua. Tiene 24,41 km² y una población de 6.673 habitantes según el censo de 2001. Incluye Long Island y las localidades de Barnes Hill, Carlisle, Fitches Creek, Osbourn, Piggotts, New Winthorpes, Gunthorpes, Sea View Farm y Paynters.
- Datos: Q1770796
- Multimedia: Saint George Parish, Antigua and Barbuda / Q1770796